# Балджа (планина)
Балджа (на гръцки: Μπάλτζα, Балдза, Γούργουρας, Гургурас) е планина в Солунско, Гърция.

## Описание
Балджа е ниска планина на север от Солун, югозападно от село Балджа (Мелисохори) и на североизток от Ново село (Неохоруда). Никос Незис я нарича просто Корифи (Κορυφή), в превод Връх. Между Балджа на северозапад и Хортач на югоизток минава проходът Дервент, през който върви магистралата Егнатия Одос от Серско за Солун.
Скалите ѝ са варовици.
| Име       | Име                         | Височина | Местоположение                                           |
| --------- | --------------------------- | -------- | -------------------------------------------------------- |
| Балджа    | Κορυφή, Μπάλτζα, Γούργουρας | 561 m    | ИЮИ над Балджа (Мелисохори)                              |
| Ендик     |                             | 493 m    | ЮИ над Балджа (Мелисохори)                               |
| Буюктепе  |                             |          | И над Балджа (Мелисохори)                                |
| Странки   |                             | 362 m    | С над Даутбал (Ореокастро)                               |
| Джумая    |                             | 390,3 m  | ЮЮИ над Джумая (Месео)                                   |
| Сивритепе |                             | 485,8 m  | И над Ново село (Неохоруда) и З над Даутбал (Ореокастро) |
| Кюсташ    |                             |          | С над Даутбал (Ореокастро)                               |
| Арапи     |                             | 281 m    | И над Даутбал (Ореокастро)                               |
| Чиляк     |                             |          | С над Антуполи                                           |
| Ясла      |                             |          | С над Антуполи                                           |